# 템페 계곡

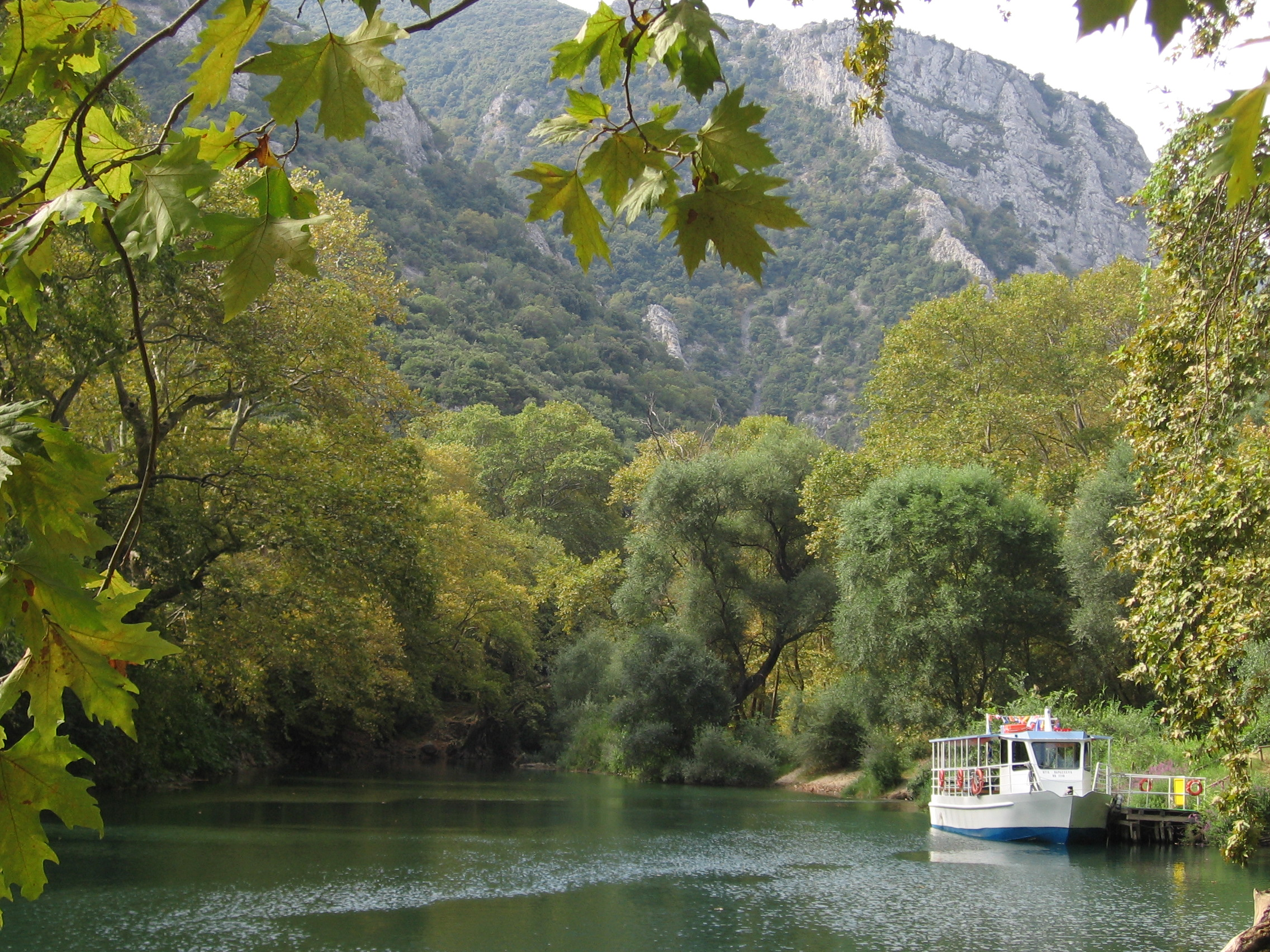
템피 계곡

템페 계곡(고대 그리스어: Τέμπη)은 북쪽의 올림포스 산과 남쪽의 오사 산 사이에 위치한 그리스 테살리아 북부의 템피 시정촌에 있는 계곡이다. 계곡은 길이가 10km이고 장소가 25m나 되며 절벽이 거의 500m에 이르며 피네이오스 강이 에게해로 흐른다. 고대에는 아폴로와 뮤즈가 가장 좋아하는 곳으로 그리스 시인들로부터 찬사를 받았다. 피네이오스의 오른쪽 둑에는 피티아 제전에서 승리를 기념하기 위해 사용된 월계관이 모여 있는 아폴로 사원이 있었다.
템페 고개는 라리사에서 산을 지나 해안으로 이어지는 주요 경로이기 때문에 그리스에서 전략적인 통과이다. 그것은 사란토포로 고개를 통해 우회할 수 있지만, 대체 경로가 오래 걸린다. 이 때문에 역사상 수많은 전투의 장면이 있었다. 기원전 480년에 10,000명의 아테네인과 스파르타인이 크세르크세스의 침공을 막기 위해 템페 계곡에 모였다. 그러나 일단 그곳에서, 그들은 마케도니아의 알렉산더 1세에 의해 골짜기를 우회할 수 있고 크세르크세스의 군대가 압도적으로 숫적 우위에 있다는 경고를 받았다. 그래서 그리스인들은 퇴각을 했다.